# Садыхов, Рашад Фархад оглы
Решад Фархад оглы Садыхов (азерб. Sadıqov Rəşad Fərhad oğlu; род. 16 июня 1982, Баку) — азербайджанский футболист, игравший на позиции защитника, и футбольный тренер. Главный тренер клуба «Зиря». Выступал за сборную Азербайджана.
Профессиональную футбольную карьеру начал в 17 лет с выступления в команде Премьер-Лиги «Туран» Товуз. С 2001 по 2017 год выступал за сборную Азербайджана, а также был её капитаном. В 2006 году провёл полсезона в составе баскетбольной команды первой лиги чемпионата Азербайджана — «НТД Сервис Девон» в качестве защитника.

## Биография
Родился 16 июня 1982 года в Баку. Корни из Кельбаджарского района. Футболом занимается с 1992 года. Первый тренер — Вагиф Пашаев, под руководством которого в бакинской детско-юношеской футбольно-спортивной школе Рашад провёл восемь сезонов. Первый профессиональный контракт — с клубом «Туран» из Товуза.

## Клубная карьера
Садыхов начал заниматься футболом в 1992 году, в возрасте 10 лет и под руководством своего первого тренера Вагифа Пашаева провёл в детско-юношеской футбольно-спортивной школе Баку 8 сезонов.
С конца 1999 по начало 2000 года защищал цвета бакинского клуба «Шарур», затем команды ВВС (Военно-воздушных сил) и бакинского «Реала».
Свой первый профессиональный контракт подписал с товузским клубом «Туран». Проведя в составе товузской команды всего 9 матчей, в середине 2001 года Садыхов перешёл в именитый «Нефтчи», провёл два сезона и в 2002 году перешёл в иранский «Фулад» из города Хузестана.
Проведя в составе иранского клуба 18 игр, в 2003 году футболист возвращается в «Нефтчи». На этот раз Садыхов задерживается в столичном клубе до августа 2005 года, после чего уезжает в Турцию. Несмотря на то, что Садыхов заключил с турецким клубом «Кайсериспор» 3-летний контракт, проведя в составе команды всего лишь 10 игр, в августе 2006 года вернулся на родину.
В декабре 2008 года находился на просмотре в именитом испанском клубе «Реал Вальядолид».
После недолгого выступления в баскетбольном чемпионате Садыхов вновь вернулся в «Нефтчи», в котором остаётся до 2009 года. 23 января 2009 года Решад заключил полугодовой контракт с турецким клубом суперлиги «Коджаэлиспором».
29 августа 2010 Садыхов подписал контракт с турецким «Эскишехирспором», однако в основной состав клуба не попадал. 11 февраля 2011 Рашад Садыхов возвратился в агдамский «Карабах».

## Баскетбольная карьера
После возвращения из турецкого «Кайсериспора», ввиду закрытия к тому времени трансферного окна в чемпионате Азербайджана, Решад Садыхов решает попробовать свои силы в баскетбольной команде первой лиги «НТД Сервис Девон» благодаря его дружеским связям с капитаном национальной баскетбольной команды Азербайджана — Таиром Бахшиевым.
Дебютный матч состоялся 28 сентября 2006 года, когда «НТД Сервис Девон» разгромил на своём поле другую бакинскую команду «Хазар-БГУ» со счётом 105:33. Свой вклад в победу коллектива внёс и Решад Садыхов, реализовав один трёхочковый бросок, а в итоге набрав 13 очков.
Играющий тренер «НТД Сервис Девон» Тимур Изабакаров в интервью газете «Эхо» сказал о Решаде Садыхове следующее:

Когда Решад Садыхов впервые появился на тренировке нашей команды, у нас это, может, и вызвало какую-то иронию, так как не каждый день такие футболисты переквалифицируются в баскетболистов. Но уже во время тренировки мы убедились, что он умеет играть, что ещё раз свидетельствует о том, что если человек талантлив, то он талантлив во всем. Можно сказать, что для первой лиги он очень даже хороший баскетболист. Кстати, в сегодняшнем матче Решад забил 13 очков, что для игрока, никогда не игравшего в баскетбол, очень хороший показатель. Так получилось, что в Азербайджане не так много баскетболистов, и каждая команда ощущает нехватку игроков. Так что не исключено, что Решад может закрепиться в команде.

По словам самого Решада Садыхова, ещё в бытность футболистом, он в свободное от футбола время играл в баскетбол у специалиста Сорокина.

## Сборная Азербайджана

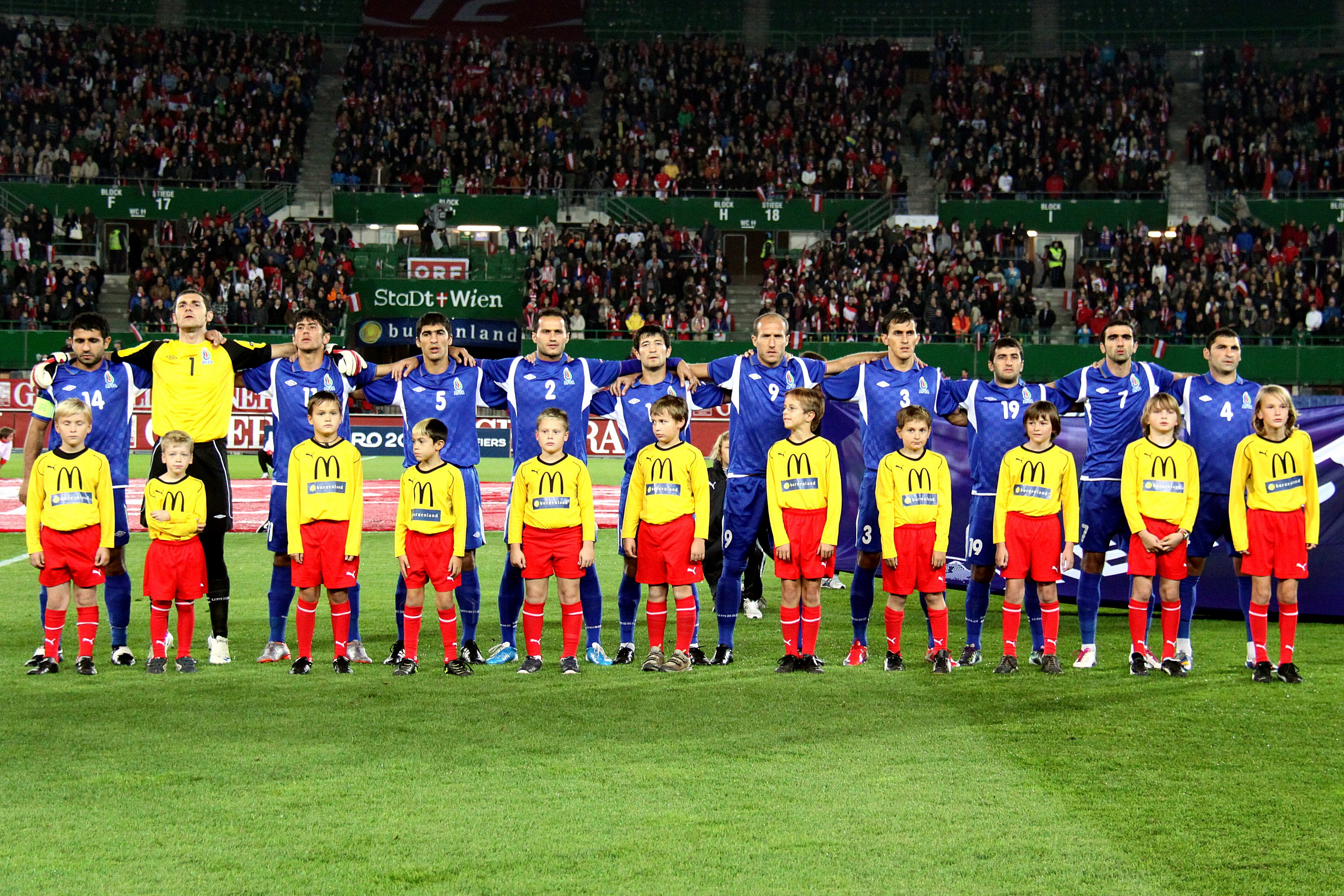
Сборная Азербайджана перед отборочным матчем чемпионата Европы 2012 со сборной Австрии. Вена, 8 октября 2010 года. Капитан сборной Рашад Садыхов крайний слева

В основной сборной страны выступает под номером 14. Дебютная игра за сборную состоялась 6 октября 2001 года в отборочном матче чемпионата мира 2002 года против сборной Швеции. Под руководством главного тренера Карлоса Алберто Тореса Садыхов являлся вице-капитаном сборной. После ухода из команды в марте 2004 капитана Гурбана Гурбанова стал её капитаном.
На счету Садыхова 4 гола, в том числе гол, забитый сборной Уэльса в отборочном туре чемпионата мира 2006, и исторический гол, забитый сборной Турции в матче отборочного тура чемпионата Европы 2012, принёсший победу его команде.
На март 2025 года всего являлся капитаном в 78 играх, что является самым большим показателем за историю сборной.

## Достижения
«Карабах»
- Чемпион Азербайджана (6): 2014, 2014/15, 2015/16, 2016/17, 2017/18, 2018/19
- Обладатель Кубка Азербайджана: 2014/15

### Личные достижения
- «Лучший футболист Азербайджана» по версии газеты «Футбол +»: 2004, 2005, 2010, 2013, 2016[16].